# Omissy
Omissy – miejscowość i gmina we Francji, w regionie Hauts-de-France, w departamencie Aisne.
Według danych na styczeń 2014 roku gminę zamieszkiwało 890 osób, a gęstość zaludnienia wynosiła 125,2 osób/km².